# Jane Kaczmarek
Jane Kaczmarek (Milwaukee, Wisconsin; 21 de diciembre de 1955) es una actriz estadounidense. Es conocida por su papel de Lois en la serie Malcolm in the Middle. Ha sido nominada tres veces el premio Globo de Oro, así como siete veces a los Premios Emmy. Su residencia actual está ubicada en San Marino, California.

## Biografía

### Primeros años
Kaczmarek nació en Milwaukee, Wisconsin, hija de Isis, una profesora, y Edward Kaczmarek, un trabajador del servicio de defensa. Creció en Greendale y tiene ascendencia polaca.
Kaczmarek fue criada bajo estrictos ideales de la Iglesia católica. Se especializó en Artes Teatrales en la Universidad de Wisconsin–Madison, luego estudió en la Escuela de Drama en la Universidad de Yale para obtener un Posgrado y formar parte de la compañía de teatro de la Universidad.
En 1998, fue elegida como la madre de David y Jennifer en la película Pleasantville. Ha tenido varios éxitos en Broadway, incluyendo Lost in Yonkers y Raised in Captivity, donde ganó un premio LADCC.
Kaczmarek ha interpretado más de 40 papeles en la televisión, Los más notables incluyen:
- La enfermera Sandy Burns en St. Elsewhere (1982).
- Connie Lehman en The Paper Chase: The Second Year (1983–1984)
- Emily Barnes, novia de Bobby Fontanna (Lewis Smith) en la película Heavenly Kid (1987)
- Maureen Culter, novia de Martin Crane (John Mahoney) en la serie Frasier, capítulos "Police Story" (052–1996) y "Dad Loves Sherry, the Boys Just Whine" (082–1997)
- Janet Rudman en Law & Order, capítulo "Censure" (414–1994)
- Carol Anderson, madre biológica de Julie Emrick en Felicity, en 5 episodios (1999–2000)
- Holly en 5 episodios de Cybill (1996–1997)
- Helene Thompson en 3 episodios de Party of Five (1995–1999)
- Lois, madre de Malcolm (Frankie Muniz), Reese (Justin Berfield), Francis (Christopher Masterson), Dewey (Erik Per Sullivan), y el bebé Jamie, esposa de Hal (Bryan Cranston) en 151 episodios de Malcolm in the Middle desde 2000 hasta 2006
- Trudy Kessler, Juez de Corte en 25 episodios de Raising the Bar desde 2008 hasta 2009
- La voz de la Jueza Constance Harm en 8 episodios en The Simpsons entre 2001 y 2010, llamados "The Parent Rap", "Brawl in the Family", "Barting Over", "Brake My Wife, Please", "The Wandering Juvie", "On A Clear Day I Can't See My Sister", "Rome-old and Juli-eh", y recientemente en "Chief of Hearts".

### Malcolm en el medio
En el año 2000, fue elegida para dar vida a Lois Wilkerson para la sustitución de mitad de temporada de FOX Malcolm in the Middle. Fue aclamada por los críticos por su talento cómico. Luego, Kaczmarek acreditaría el programa llevando a cabo su lado cómico, declarando: "Antes de Malcolm no podía obtener papeles en programas cómicos. Interpreté personajes sin gracia."
Kaczmarek fue nominada siete veces en los premios Emmy por su caracterización de Lois en la serie, uno por cada año. También ganó tres nominaciones a los premios Golden Globe y dos nominaciones a los Screen Actors Guild Awards, fue homenajeada con un premio Television Critics Association en 2000 y 2001, más un premio American Comedy y un Family Television en 2001.

### Después de Malcolm
Tras el final de Malcolm in the Middle, se convirtió en la estrella de la serie Help Me, Help You coprotagonizada con Ted Danson, actuó en Raising the Bar serie de TNT que duraba una hora, en la cual interpretó a la jueza Trudy Kessler. También hizo la voz de la jueza Constance Harm en varios capítulos de Los Simpson.
El 19 de noviembre de 2009, Kaczmarek compitió contra Julie Bowen y Robin Quivers en Jeopardy! Programa en formato de "respuesta y pregunta", en el cual a los concursantes se les presentan pistas en forma de respuestas, y deben dar sus respuestas en forma de una pregunta, en donde ganó $50,000 para caridad.
En el año 2010, protagonizó una película original de Lifetime Reviving Ophelia que se emitió el 11 de octubre de 2010, donde caracterizó a una madre de una niña de 16 años (Rebecca Williams) que en secreto sufre maltrato por parte de su novio (Nick Thurston).
El 22 de julio de 2011, se confirmó que haría una aparición vocal en la serie de televisión Jake and the Never Land Pirates como Red Jessica durante la segunda temporada en 2012.
En 2011 participó como actriz invitada en la comedia Wilfred protagonizada por Elijah Wood.
Ha aparecido en la serie Whitney como la madre de Whitney.
En 2016 participó como la Dra. Gallo en The Big Bang Theory, en el capítulo 12 de la temporada 09, "The Sales Call Sublimation".
En 2017 participó en la película estadounidense Chips como Jane Lindel
En 2018 participó en la serie This Is Us, apareciendo en el tercer capítulo de la tercera temporada.

## Vida privada
Kaczmarek se casó con su compañero nativo de Wisconsin y actor Bradley Whitford el 15 de agosto de 1992. Ambos se establecieron en Los Ángeles con sus tres hijos: Frances Genevieve (Nacido en enero de 1997), George Edward (Nacido el 23 de diciembre de 1999) y Mary Louisa (Nacida el 25 de noviembre de 2002). La pareja se destacó por participar activamente en eventos de caridad. De hecho fundó el proyecto Clothes Off Our Back que se caracteriza por subastar ropa de las celebridades con el propósito de recaudar fondos para la beneficencia de niños. En junio de 2009, la pareja solicitó el divorcio después de casi 17 años de matrimonio. La última vez que fueron vistos juntos públicamente, fue en septiembre de 2008, en la apertura de la obra llamada The House of Blue Leaves una producción realizada en Los Ángeles, en la que fue protagonista. De acuerdo a una entrevista de junio de 2009 con la revista More.com que fue hecha antes de que se anunciase su divorcio, respondió: "Eso es un gran comentario", cuando se le habló sobre hacer una recapitulación de su vida amorosa. También agregó que solía creer que podía "ir sola y siempre que tuviera un niño fabuloso en mi brazo o un hombre, y mi carrera estaba navegando, eso es todo lo que necesitaba entonces", mientras que ella ahora había aprendido a apreciar el apoyo de sus amigas "para hablar sobre los niños, para hablar sobre los matrimonios, para hablar solo de la vida". En 2010, vendieron su villa, una antigua mansión, en San Marino, California.
Kaczmarek fue operada de su maltrecha cadera, y le insertaron una prótesis de cadera en abril de 2004, debido a una artritis crónica de la cual se recuperó rápido.
En el año 2006, Kaczmarek y su compañero de reparto en Malcolm in the Middle, Erik Per Sullivan, contribuyeron en el epílogo del libro para niños Together, que muestra la importancia de los animales domésticos para las personas pobres del mundo, y fue inspirado en la misión de la organización caritativa no lucrativa, Heifer International.

## Premios y nominaciones
Premios Golden Globe:
- 2001 – Best Actress TV Series Comedy – Malcolm in the Middle (nominada)
- 2002 – Best Actress TV Series Comedy – Malcolm in the Middle (nominada)
- 2003 – Best Actress TV Series Comedy – Malcolm in the Middle (nominada)

Premios Emmy:
- 2000 – Outstanding Lead Actress In A Comedy Series – Malcolm in the Middle (nominada)
- 2001 – Outstanding Lead Actress In A Comedy Series – Malcolm in the Middle (nominada)
- 2002 – Outstanding Lead Actress In A Comedy Series – Malcolm in the Middle (nominada)
- 2003 – Outstanding Lead Actress In A Comedy Series – Malcolm in the Middle (nominada)
- 2004 – Outstanding Lead Actress In A Comedy Series – Malcolm in the Middle (nominada)
- 2005 – Outstanding Lead Actress In A Comedy Series – Malcolm in the Middle (nominada)
- 2006 – Outstanding Lead Actress In A Comedy Series – Malcolm in the Middle (nominada)

Premios Screen Actors Guild:
- 2001 – Outstanding Performance By A Female Actor In A Comedy Series – Malcolm in the Middle (nominada)
- 2003 – Outstanding Performance By A Female Actor In A Comedy Series – Malcolm in the Middle (nominada)

Premios Satellite:
- 2002 – Best Performance By An Actress In A Series Comedy Or Musical – Malcolm in the Middle (nominada)
- 2004 – Best Performance By An Actress In A Series Comedy Or Musical – Malcolm in the Middle (nominada)